# Anthophora adamsorum
Anthophora adamsorum är en biart som beskrevs av Brooks 1988. Anthophora adamsorum ingår i släktet pälsbin, och familjen långtungebin. Inga underarter finns listade i Catalogue of Life.